# Pulver
Pulver – pierwszy album studyjny szwedzkiego zespołu black metalowego Lifelover, wydany 25 lipca 2006 roku.

## Lista utworów
| Nr  | Tytuł utworu                   | Długość |
| --- | ------------------------------ | ------- |
| 1.  | „Nackskott”                    | 3:16    |
| 2.  | „M/S Salmonella”               | 5:00    |
| 3.  | „Mitt Öppna Öga”               | 3:32    |
| 4.  | „Kärlek – Becksvart Melankoli” | 4:44    |
| 5.  | „Vardagsnytt”                  | 2:50    |
| 6.  | „Avbrott Sex”                  | 2:07    |
| 7.  | „Stockholm”                    | 4:13    |
| 8.  | „Söndag”                       | 3:16    |
| 9.  | „Herrens Hand”                 | 2:45    |
| 10. | „Medicinmannen”                | 0:43    |
| 11. | „Nästa Gryning”                | 6:25    |
| 12. | „En Sång Om Dig”               | 3:40    |
|     |                                | 42:31   |